# Chrysochloris stuhlmanni
Chrysochloris stuhlmanni är en däggdjursart som beskrevs av Paul Matschie 1894. Chrysochloris stuhlmanni ingår i släktet Chrysochloris och familjen guldmullvadar. IUCN kategoriserar arten globalt som livskraftig.
Artpitetet i det vetenskapliga namnet hedrar den tyska zoologen Franz Stuhlmann.

## Utseende
Arten blir 103 till 123 mm lång och saknar svans. Den har 10 till 12 mm långa bakfötter och inga yttre öron. En hanne hade en vikt av 42 g. Beroende på underart eller population är pälsen på ovansidan svartbrun, ljusbrun, gråbrun eller ljus rödbrun. Undersidans päls har allmänt en ljusare färg. Ibland förekommer en silver skugga på ovansidan eller/och en röd skugga på undersidan. Flera exemplar har vid munnen och på kinderna vita eller rödaktiga fläckar. Jämförd med Chrysochloris asiatica har arten en längre och smalare skalle. Liksom hos andra släktmedlemmar finns bara en rudimentär fjärde finger vid framtassen. Klorna vid andra och tredje fingret är längre än tummens klo.

## Utbredning
Denna guldmullvad förekommer med flera från varandra skilda populationer i Afrika. Den hittas bland annat i Angola, Kamerun, Kongo-Kinshasa, Uganda, Kenya och Tanzania. Arten lever i bergstrakter som ligger 1700 till 3500 meter över havet. Habitatet utgörs av gräsmarker och av områden som är täckta av bambu. Jorden bör vara mjuk och fuktig.

## Ekologi
Chrysochloris stuhlmanni är nattaktiv och gräver underjordiska tunnelsystem tät under markytan eller i lövskiktet eller under mossa. Ett större rum i boet har en diameter av 10 till 15 cm. Arten äter olika ryggradslösa djur. I vissa regioner består födan uteslutande av underjordisk levande maskar. I andra områden äts även insektslarver, mångfotingar samt gråsuggor och tånglöss.
En upphittad hona var dräktig med en unge. Ungen är vid födelsen naken och hjälplös. Den stannar två till tre månader i moderns bo. På grund av det gömda levnadssättet faller arten sällan offer för rovlevande djur.

## Underarter
Arten delas enligt Catalogue of Life i följande underarter:
- C. s. stuhlmanni, från  Ruwenzoribergen till Rwanda, troligen även alla population längre åt sydväst.[7][1]
- C. s. balsaci, vid  Mount Oku i Kamerun.[1]

Ofta listas två andra underarter:
- C. s. fosteri, gränsområdet Uganda/Kenya.
- C. s. tropicalis, södra Tanzania.